# François de Baglion de La Salle
François de Baglion de la Salle  (né à Lyon le 29 juin 1690, mort à Paris le 14 mars 1752), est un ecclésiastique français qui fut évêque d'Arras.

## Biographie
François de Baglion de la Salle est le fils cadet de Jean Artus († 1718) et de Catherine Aumaitre. Il est le neveu de l'évêque Pierre de Baglion de La Salle († 1723). Ordonné prêtre en 1718, chanoine du chapitre de Saint-Jean de Lyon et titré « comte de Lyon ». il devient ensuite chanoine archidiacre et grand-vicaire de son oncle à l'évêché de Mende.
Le 25 octobre 1725 il est nommé par le gouvernement du roi Louis XV évêque d'Arras. Il est confirmé le 16 décembre 1726 et consacré le 27 janvier suivant par l'archevêque de Cambrai Charles de Saint-Albin. Il avait dû faire face aux prétentions de Guy (II) de Sève de Rochechouart, neveu et coadjuteur depuis 1719 de son prédécesseur qui se prétend « évêque élu » d'Arras. L'ancien coadjuteur qui est débouté par la triple opposition du chapitre de chanoines et des cours de France et de Rome, doit démissionner après lui avoir intenté un procès. En 1732 François de Baglion reçoit en commende l'abbaye Saint-Vincent de Laon et de l'abbaye de Bonnevaux dans le diocèse de Poitiers. Il exige des prêtres de son diocèse l'acceptation pure et simple de la bulle pontificale Unigenitus malgré l'opposition d'un chanoine nommé Charles Blondin.
L'évêque Étienne Moreau avait laissé 14 000 livres pour la réfection du palais épiscopal. Il les emploie à réparer la porte d'entrée et à construire une salle d'audience. En 1738 il échoue dans son procès contre les États lorsqu'il veut imposer sa prétention de signer les minutes de chaque édit comme Président-né des États. Il meurt à Paris le 14 mars 1752.
Les traits de François de Baglion de La Salle nous sont restitués par un portrait que peignit Jacques Laumosnier et que Laurent Cars interpréta en gravure en 1729.

## Sources
- (en) Catholic-hierarchy.org: Bishop François de Baglion de la Salle